# Abergwyngregyn
Abergwyngregyn (walisisch: [abɛrɡwɨnˈɡrɛɡɨn]) ist ein Dorf und eine historisch bedeutsame Gemeinde in Gwynedd, einer County und Principle Area in Wales. Unter seinem historischen Namen Aber Garth Celyn war es der Sitz von Llywelyn ap Gruffudd. Der Ort liegt in der historischen Grafschaft Caernarfonshire.
Er liegt an der A55 etwa 8 Kilometer östlich von Bangor und 13 Kilometer westlich von Conwy.
In der Gemeinde Aber, die sich über eine Fläche von 2970 Hektar erstreckt, leben 240 Einwohner (Stand: 2011).

## Geschichte
Abergwyngregyn, allgemein verkürzt nur Aber genannt, ist eine sehr alte und vor der Eroberung bedeutende Siedlung an der Nordküste von Gwynedd. Ihre Grenzen reichen von der Menaistraße bis zu den Oberläufen des Afon Goch und des Afon Anafon. Im Osten durch die Landzunge von Penmaenmawr und im Rücken durch Snowdonia geschützt, kontrollierte sie den alten Übergang von Lafan Sands nach Anglesey. Die vorrömische Verteidigungsanlage Maes y Gaer, die sich oberhalb von Pen y Bryn auf der Ostseite des Tals erhebt, bietet einen weiten Blick über die Irische See, an klaren Tagen ist sogar die Isle of Man zu sehen. Die Römerstraße von Chester (Deva), die die Kastelle von Canovium (später: Conovium) und Segontium verband, überquerte den Fluss an dieser Stelle.
Es war der Sitz von Llywelyn ap Gruffudd, dem letzten einheimischen Fürsten von Wales, dessen Tochter Gwenllian ferch Llywelyn im Juni 1282 hier geboren wurde. Seine Frau, Eleanor de Montfort, starb hier an den Folgen der Geburt am 19. Juni 1282. Im Juni 1283 wurde Dafydd ap Gruffudd, der Bruder von Llywelyn, der nach der Ermordung von Llywelyn im Dezember 1282 den Titel des Fürsten von Wales übernahm, auf dem Berg Bera oberhalb des heutigen Dorfes gefangen genommen.
Abergwyngregyn war eine von zehn Stätten, die 2009 für die walisische Kulturerbe-Initiative ausgewählt wurden.

### Y Mŵd
Y Mŵd ist ein Erdhügel auf der Talsohle in der Mitte des Dorfes. Der Hügel ist kreisförmig, 6,7 Meter hoch und hat eine ebene ovale Spitze von 17 Meter mal 15 Meter. Er wurde als Basis einer normannischen Burg angesehen und auf dieser Grundlage vom Ancient Monuments Board in „Aber Castle Mound“ umbenannt. E. S. Armitage schlug in „The Early Norman Castles of the British Isles“ vor, dass er von Hugh d’Avranches, Earl of Chester, errichtet worden sein könnte. Das Wort mŵd bedeutet im frühen Walisischen „Gewölbe“ oder „überwölbter Bereich“, und obwohl es Spuren eines Grabens auf der Südseite gibt, wurden keine weiteren Verteidigungsmerkmale festgestellt.
Andere ähnliche Grabhügel, wie der, auf dem der Pillar of Eliseg in der Nähe von Llangollen steht, oder der in Scone in Schottland, wurden vor allem im Norden und Westen Großbritanniens gefunden.

#### Angrenzendes Steingebäude, mittelalterliches königliches Llys
Ein großes Bauwerk in der Talsohle zwischen Y Mŵd, der Schmiede und der Wassermühle wurde 1993 und erneut 2010 ausgegraben. Es scheint sich um die Überreste eines hochrangigen Gebäudes aus dem 14. Jahrhundert zu handeln, möglicherweise aus der Zeit der letzten unabhängigen Fürsten von Wales oder aus den ersten Jahrzehnten nach der Eroberung. Es wurden keine Verteidigungsanlagen gefunden. Der Grundriss wurde als mittelalterliche Halle mit einer Innenfläche von 11,2 Meter mal 8,0 Meter und großen Flügeln an den Enden interpretiert. Ein separater Bereich könnte für große Öfen oder für die Metallverarbeitung genutzt worden sein. Bei der Ausgrabung 1993 wurden eine Bronzefibel, mittelalterliche Keramik und eine Münze aus der Zeit vor der Eroberung gefunden. Die Royal Commission on the Ancient and Historical Monuments of Wales vermutet, dass diese Stätte mit dem mittelalterlichen königlichen Hof („Llys“) in Verbindung gebracht werden könnte.

## Bevölkerungsentwicklung
Im Census 2022 hatte die Gemeinde Aber 188 Einwohner;
Laut dem Census 2022 sprachen 53,2 Prozent der Einwohner Walisisch, im Jahr 2001 waren es nur 44,0 Prozent.
Die Pfarrkirche wurde vor kurzem geschlossen.

## Pen y Bryn

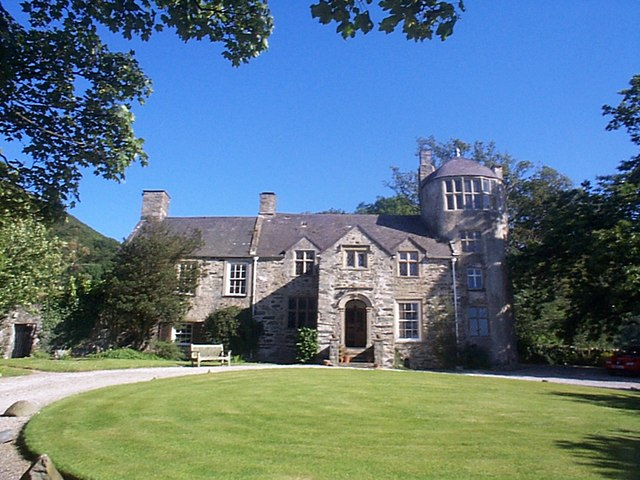
Pen-y-Bryn-Herrenhaus

Pen y Bryn ist ein Herrenhaus aus der jakobinischen Zeit, das auf einer Landzunge etwa zweihundert Meter östlich des Dorfzentrums steht und dessen unteres Mauerwerk älter ist. Von hier aus überblickt man das Dorf und die Menaistraße nach Anglesey. Zusammen mit den angrenzenden Gebäuden und Erdarbeiten bildet sie eine doppelte Ufer- und Grabenanlage, die heute als Garth Celyn bekannt ist. Es wird auch behauptet, dass sich hier das königliche Llys aus der Zeit vor der Eroberung befunden hat. Eine neolithische Graburne wurde entdeckt, als im Jahr 1824 eine Auffahrt zum Haus gebaut wurde.

## Aber Valley

### Aber Falls
Das Tal bietet den Zugang zu einem der größten Wasserfälle von Wales, den Aber Falls, da der Afon Goch etwa 37 Meter über eine Schwelle aus Eruptivgestein in ein Sumpfgebiet stürzt, wo er mit zwei Nebenflüssen zusammenfließt; der vergrößerte Strom, Afon Rhaeadr Fawr, fließt in Richtung Menaistraße und Meer. Im weiteren Verlauf wird er Afon Aber genannt.

### Bont Newydd

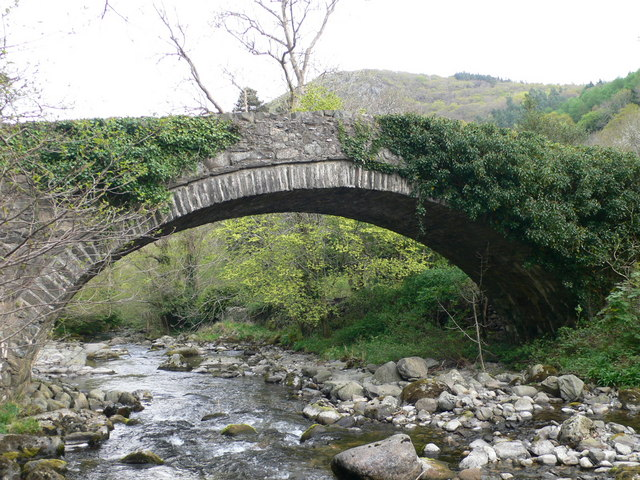
Bont Newydd

Die einfache Tonnengewölbebrücke überspannt den Afon Aber und bietet eine Fahrbahn über den Fluss, die etwa 7,6 m breit ist. Das Baudatum ist nicht bekannt, aber die Brücke ist auf der Ordnance-Survey-Karte von 1822 eingezeichnet. Die Brücke bot einen sicheren Übergang für Viehtreiber, die ihr Vieh auf einer Viehtrift das Tal hinaufführten. Große Steine im Fluss unter der Brücke markieren die Stelle einer früheren Furt.
Aber ist der Küstenübergang für die alte Viehtreiber und spätere Römerstraße, die über die Lafan Sands nach Anglesey führte. Die Römerstraße von Chester überquerte den Conwy südlich von Tal-y-Cafn, war durch einen kurzen Abzweig mit dem Kastell in Conovium Caerhun verbunden und führte dann über Rowen und Bwlch-y-Ddeufaen, den Pass der Zwei Steine, als künstliche Überlagerung des früheren britischen Weges nach Snowdonia.
Die Römerstraße führt hinunter ins Rhiwiau, das Tal zwischen Llanfairfechan und Aber, folgt dem Küstenweg nach Westen, überquert den Fluss durch eine Furt, passiert die Kirche und führt zum großen römischen Kastell in Segontium, Caernarfon.
Die Viehtrift von Anglesey führte in die Siedlung am Westufer des Talbodens, wo die Tiere eingepfercht und beschlagen und die Füße der Gänse mit Pech bestrichen wurden, und folgte dann dem Tal, um auf die Römerstraße zu stoßen.
In diesem Gebiet wurden drei römische Meilensteine entdeckt. Zwei davon, die 1883 auf einem Feld namens Caegwag auf dem Bauernhof Rhiwiau Uchaf gefunden wurden, befinden sich heute im British Museum in London.

### Maes y Gaer
Es handelt sich um eine Verteidigungsanlage, die auf einem Hügel errichtet wurde, der das westliche Ende eines Sporns bildet, von dem aus man einen Blick ins Tal hat. Die Mauern der Anlage sind birnenförmig und schützen ein 120 Meter langes und 67 Meter breites Gebiet von mit einer Fläche von etwa 6.100 Quadratmetern. Maes y Gaer fällt auf allen Seiten steil ab, mit Ausnahme der Ostseite, wo ein sanfterer Abhang zu den Weideflächen führt. Der Eingang befindet sich auf der Südostseite, ist heute stark verfallen, war aber ursprünglich 3,4 Meter breit und hatte einen 6,1 Meter langen Durchgang ins Innere.

### Hafod Celyn, Hafod Garth Celyn

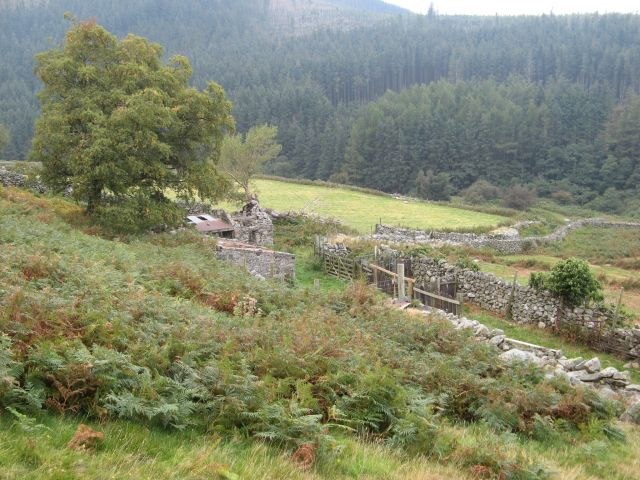
Hafod Garth Celyn

Dies ist das Sommerweideland von Garth Celyn auf offenem Moorland, das bis zu 240 Meter über dem amtlichen Höhenfestpunkt (auf Englisch: Ordnance Datum) ansteigt. Das kleine, heute auch verfallene Gebäude an dieser Stelle wurde im 18. Jahrhundert auf den Ruinen eines früheren, weiter westlich gelegenen Gebäudes wiederaufgebaut.

## Llyn Anafon

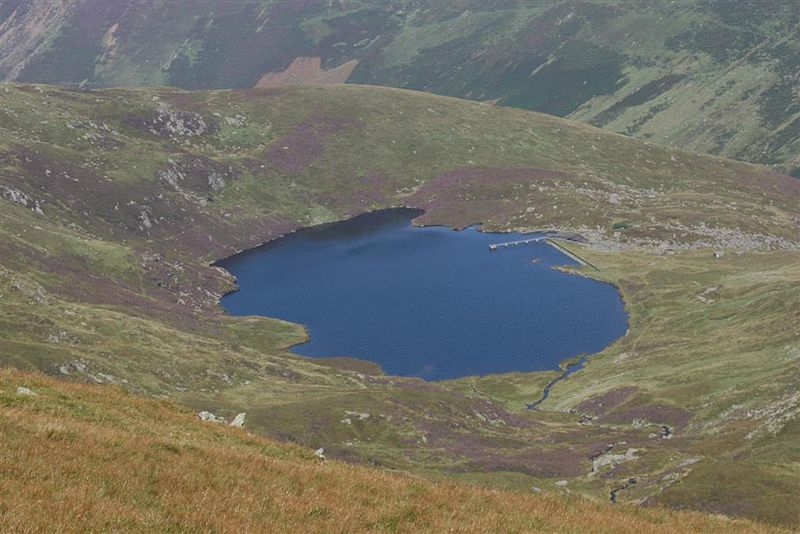
Llyn Anafon

Der Llyn Anafon ist der nördlichste der Carneddau-Seen und liegt zwischen Llwytmor, Foel Fras und Y Drum. Er hat eine maximale Tiefe von 3,0 Metern. Im Jahr 1930 wurde ein Damm über den See gebaut, um die nahe gelegenen Küstendörfer mit Wasser versorgen zu können. Im See gibt es Forellen, und nach altem Brauch hatten die Bewohner des Dorfes das Recht, sowohl im See als auch im Fluss zu fischen. Eine halbe Meile unterhalb des Sees gibt es prähistorische Hüttenkreise und andere Anzeichen für eine frühe menschliche Besiedlung. An den unteren Hängen von Foel Ganol befindet sich ein Pfeilstein, und ein weiterer führt hinunter zur Cammarnaint Farm. Auf dem Gipfel des Carnedd y Ddelw oberhalb des Sees wurde 1812 ein 127 mm hohes Goldkreuz gefunden.
Der früheste Name des Tals war Nant Mawan („Record of Caernarfon“, 1371, Bangor University Archives). Mawan, ein Personenname, schrumpfte im Laufe der Zeit. Llyn Nant Mawan wurde zu Llyn Nan (Mafon) und dann zu Llyn (N)anafon.
In der Nähe befindet sich ein Gebiet, das als Buarth Merched Mafon („Gehege der Töchter von Mafon“) bekannt ist.
Über Mawan ist nichts bekannt, aber sein Sohn Llemenig wird in mehreren frühen walisischen Quellen erwähnt. Sein Name wird in zwei Englynion am Ende eines „Cynddylan“-Fragments in der mittelwalisischen Dichtung Canu Llywarch Hen (XI. 112b.113b) erwähnt.
When I hear the thundering roar,
[it is] the host of Llemenig mab Mahawen [read Mawan].
Battle-hound of wrath, victorious in battle.
In der Triade Ynys Prydain Nr. 43 wird sein Pferd als eines der drei Packpferde von Ynys Prydain beschrieben. Ysgwyddfrith („Getupfte Schulter“), das Pferd von Llemenig ap Mawan.

## Wildtiere
Coedydd Aber liegt in einem Gebiet von landschaftlicher Schönheit. Das steil abfallende, bewaldete Tal Nant Aber Garth Celyn führt zu den Ausläufern von Y Carneddau. Der Fluss hat das steilste Gefälle von allen in Wales und England. Das Tal weist eine große Vielfalt an Lebensräumen auf, darunter eine Vielzahl von Wäldern, offenem Ackerland und Gebüsch. Eine Reihe von Vögeln ist hier anzutreffen, darunter Kolkraben, Mäusebussards, Wanderfalken, Sperber und Alpenkrähen auf den Klippen, Baumpieper und Gartenrotschwanz am Waldrand sowie Trauerschnäpper und Waldlaubsänger in den walisischen Eichenwäldern. An der Küste wurde am Rande der Menaistraße ein Unterschlupf errichtet, von dem aus man die Meeresvögel auf den Sanden von Lafan gut beobachten kann. Als junger Mann nutzte Sir Peter Scott Twr Llywelyn, einen Teil von Pen y Bryn, als Standort für sein Fernrohr, um die Vögel zu beobachten, die von der irischen See einflogen. Einem Schild zufolge wurden rote Eichhörnchen zuletzt 1978 gesehen.

## Kaltzeit
Seit Beginn des Quartärs vor 2,6 Millionen Jahren waren die Hochebenen von Nordwales mehreren Phasen von Kaltzeiten unterworfen. Das Aber-Tal bietet physische Beweise für die beiden jüngsten Phasen der Kaltzeiten, die vor etwa 28.000 bis 16.000 und vor 12.970 bis 11.770 Jahren stattfanden. Das Carneddau weist eine bemerkenswerte Reihe von glazialen und periglazialen Merkmalen auf, die von Geologen, einschließlich Charles Darwin, seit mehr als einem Jahrhundert untersucht werden, und spielt eine Schlüsselrolle nicht nur bei der Erforschung von Landformen, sondern auch bei der Erforschung von Klimawandel und Vegetationsgeschichte.

## Klima
Wie der größte Teil des Vereinigten Königreichs hat Aber ein Seeklima mit warmen Sommern, kühlen Wintern, wenigen Temperaturextremen und mäßigem Regen das ganze Jahr über. Aber hält den britischen Rekord für den wärmsten Januartag: 18,3 °C am 27. Januar 1958 und am 10. Januar 1971, ein Rekord, den es auch mit Aboyne und Inchmarlo in Schottland teilt. Seit 1990 wurde die höchste Temperatur in Aber mit 28 °C im Juni 2017 gemessen, die niedrigste mit −10 °C im Januar 2009.

## Bibliographie
- Caernarvonshire Historical Society Transactions 1962 Article Aber Gwyn Gregin Professor T. Jones Pierce
- Y Traethodydd 1998 Tystiolaeth Garth Celyn
- Gwynfor Evans (2001) Cymru O Hud Abergwyngregyn
- Gwynfor Evans (2002) Eternal Wales Abergwyngregyn
- John Edward Lloyd (1911) A history of Wales from the earliest times to the Edwardian conquest (Longmans, Green & Co.) see pp. 670–71 for Gwern y Grog
- O. H. Fynes-Clinton (Oxford 1912) The Welsh Vocabulary of the Bangor District
- Harold Hughes and Herbert North (Bangor, 192) The Old Churches of Snowdonia, pp. 152–155.